# (32767) 1983 RY2
1983 RY2 (asteroide 32767) é um asteroide da cintura principal. Possui uma excentricidade de 0.27971150 e uma inclinação de 5.81215º.
Este asteroide foi descoberto no dia 1 de setembro de 1983 por Henri Debehogne em La Silla.